# Río Insculas
Der Río Insculas, alternative Schreibweisen und Namen: Río Inscunlas und Río San Cristóbal, im Oberlauf auch Río Limon, ist ein 58 km langer rechter Nebenfluss des Río Cascajal in den Provinzen Huancabamba (Region Piura) und Lambayeque (Region Lambayeque) im Nordwesten von Peru.

## Flusslauf
Der Río Insculas entspringt an der Westflanke der peruanischen Westkordillere. Das Quellgebiet befindet sich im Distrikt Huarmaca (Provinz Huancabamba) auf einer Höhe von etwa 2300 m. Er fließt anfangs in westlicher Richtung durch die Ausläufer der Anden. Bei Flusskilometer 41 durchschneidet der Fluss einen Höhenkamm und erreicht die Provinz Lambayeque. Anschließend wendet sich der Río Insculas nach Südwesten. Bei Flusskilometer 23 kreuzt bei der Ortschaft Insculas die Nationalstraße 1N den Flusslauf. Danach fließt der Río Insculas in Richtung Südsüdwest. Bei Flusskilometer 16 trifft der Río Ñaupe von rechts auf den Río Insculas. Er mündet schließlich auf einer Höhe von 87 m in den nach Westen fließenden Río Cascajal. Die Mündung befindet sich knapp 25 km westnordwestlich der Kleinstadt Olmos.

## Einzugsgebiet
Das Einzugsgebiet des Río Insculas umfasst eine Fläche von etwa 855 km². Im Osten reicht es bis auf wenige Meter an die kontinentale Wasserscheide heran. Im Westen erstreckt sich das Einzugsgebiet des Río Insculas über den Ostrand der Sechura-Wüste. Das Einzugsgebiet des Río Insculas grenzt im Norden an das des Río Piura sowie im Süden an das des oberstrom gelegenen Río Cascajal.

## Hydrologie
Die Abflussmenge des Río Insculas schwankt jahresweise sehr stark. In trockenen Jahren fällt der Fluss mehrere Monate trocken. In niederschlagsreicheren Jahren führt der Río Insculas von Mitte November bis Mitte April die größten Wassermengen. Bei Starkregenereignissen wie während des El Niño kann es entlang dem Flusslauf zu Überschwemmungen kommen. Das Flusswasser des Río Insculas wird größtenteils zur Bewässerung der umliegenden Agrarflächen genutzt.